# Polysyncraton adenale
Polysyncraton adenale är en sjöpungsart som beskrevs av Romanov 1977. Polysyncraton adenale ingår i släktet Polysyncraton och familjen Didemnidae. Inga underarter finns listade i Catalogue of Life.